# Ратьково (Бежаницкий район)
Ратьково — деревня в Бежаницком районе Псковской области. Входит в состав сельского поселения муниципальное образование «Пореченское».
Расположено на западном побережье Ратьковского озера, в 39 км к юго-западу от райцентра, посёлка Бежаницы, и в 30 км к юго-западу от волостного центра, деревни Махново.

## Население
Численность населения по оценке на 2000 год составляла 45 жителей.

## История
До 3 июня 2010 года деревня входила в состав ныне упразднённой Дворицкой волости.